# Vuelta a Alemania 2018
La 33.ª edición de la Vuelta a Alemania (oficialmente: Deutschland Tour ) se celebró entre el 23 y el 26 de agosto de 2018 con inicio en la ciudad de Coblenza y final en la ciudad de Stuttgart en Alemania. El recorrido constó de un total de 4 etapas sobre una distancia total de 737 km.
La carrera hizo parte del circuito UCI Europe Tour 2018, dentro de la categoría 2.1, y fue ganada por el esloveno Matej Mohorič del Bahrain Merida. Completaron el podio, como segundo y tercer clasificado respectivamente, los alemanes Nils Politt del Katusha-Alpecin y Maximilian Schachmann del Quick-Step Floors.

## Equipos participantes
Tomaron la partida un total de 22 equipos, de los cuales 11 son de categoría UCI WorldTeam, 6 Profesional Continental y 5 Continental, quienes conformaron un pelotón de 131 ciclistas de los cuales terminaron 112. Los equipos participantes fueron:
| WorldTeams (11)- AG2R La Mondiale - Bahrain-Merida - BMC Racing Team - Bora-Hansgrohe - Dimension Data - Katusha-Alpecin - Lotto Soudal - Movistar Team - Quick-Step Floors - Sky - Team Sunweb Equipos continentales profesionales (6)- Fortuneo-Samsic - Gazprom-RusVelo - Israel Cycling Academy - Rally Cycling - Roompot-Nederlandse Loterij - Wanty-Groupe Gobert Equipos continentales (5)- Dauner D&DQ-Akkon - Heizomat Rad-Net.De - Leopard - Lotto-Kern-Haus - Team Sauerland NRW p/b SKS GERMANY |
| |

## Recorrido
| Etapa     | Fecha     | Recorrido          | type                   | Distancia (km) | Ganador               | Líder                 |
| --------- | --------- | ------------------ | ---------------------- | -------------- | --------------------- | --------------------- |
| 1.ª etapa | 23 de ago | Coblenza – Bonn    | etapa escarpada        | 157            | Álvaro Hodeg          | Álvaro Hodeg          |
| 2.ª etapa | 24 de ago | Bonn – Tréveris    | etapa de media montaña | 196            | Maximilian Schachmann | Maximilian Schachmann |
| 3.ª etapa | 25 de ago | Tréveris – Merzig  | etapa de media montaña | 177            | Matej Mohorič         | Matej Mohorič         |
| 4.ª etapa | 26 de ago | Lorsch – Stuttgart | etapa de media montaña | 207            | Nils Politt           | Matej Mohorič         |

## Desarrollo de la carrera

### 1.ª etapa
| Coblenza - Bonn | etapa escarpada | (157 km) |

| \| Clasificación de la etapa \| Clasificación de la etapa \| Clasificación de la etapa \| Clasificación de la etapa \| Clasificación de la etapa \| \| Ciclista \| Ciclista \| Equipo \| Tiempo \| \| \| ------------------------- \| --------------------------- \| ---------------------------------- \| ------------------------- \| ------------------------- \| \| 1.º \| Álvaro Hodeg \| Quick-Step Floors \| 2 h 42 min 25 s \| \| \| 2.º \| Pascal Ackermann \| Bora-Hansgrohe \| + 0 s \| \| \| 3.º \| Niccolò Bonifazio \| Bahrain-Merida \| + 0 s \| \| \| 4.º \| Reinardt Janse van Rensburg \| Dimension Data \| + 0 s \| \| \| 5.º \| Alexander Krieger \| Leopard Pro Cycling \| + 0 s \| \| \| 6.º \| André Greipel \| Lotto-Soudal \| + 0 s \| \| \| 7.º \| Aaron Grosser \| Team Sauerland NRW p/b SKS Germany \| + 0 s \| \| \| 8.º \| Colin Joyce \| Rally Cycling \| + 0 s \| \| \| 9.º \| Rick Zabel \| Katusha-Alpecin \| + 0 s \| \| \| 10.º \| Kristian Sbaragli \| Israel Cycling Academy \| + 0 s \| \| |                             |                                    |                 |
| |                             |                                    |                 |
| Fuente: ProCyclingStats |                             |                                    |                 |
| Clasificación de la etapa |                             |                                    |                 |
| Ciclista | Ciclista                    | Equipo                             | Tiempo          |
| 1.º | Álvaro Hodeg                | Quick-Step Floors                  | 2 h 42 min 25 s |
| 2.º | Pascal Ackermann            | Bora-Hansgrohe                     | + 0 s           |
| 3.º | Niccolò Bonifazio           | Bahrain-Merida                     | + 0 s           |
| 4.º | Reinardt Janse van Rensburg | Dimension Data                     | + 0 s           |
| 5.º | Alexander Krieger           | Leopard Pro Cycling                | + 0 s           |
| 6.º | André Greipel               | Lotto-Soudal                       | + 0 s           |
| 7.º | Aaron Grosser               | Team Sauerland NRW p/b SKS Germany | + 0 s           |
| 8.º | Colin Joyce                 | Rally Cycling                      | + 0 s           |
| 9.º | Rick Zabel                  | Katusha-Alpecin                    | + 0 s           |
| 10.º | Kristian Sbaragli           | Israel Cycling Academy             | + 0 s           |

| \| Clasificación general \| Clasificación general \| Clasificación general \| Clasificación general \| Clasificación general \| \| Ciclista \| Ciclista \| Equipo \| Tiempo \| \| \| --------------------- \| --------------------------- \| ---------------------------------- \| --------------------- \| --------------------- \| \| 1.º \| Álvaro Hodeg \| Quick-Step Floors \| 3 h 34 min 58 s \| \| \| 2.º \| Pascal Ackermann \| Bora-Hansgrohe \| + 4 s \| \| \| 3.º \| Niccolò Bonifazio \| Bahrain-Merida \| + 6 s \| \| \| 4.º \| Jens Reynders \| Leopard Pro Cycling \| + 7 s \| \| \| 5.º \| Jorge Arcas \| Movistar Team \| + 8 s \| \| \| 6.º \| Kévin Van Melsen \| Wanty-Groupe Gobert \| + 9 s \| \| \| 7.º \| Reinardt Janse van Rensburg \| Dimension Data \| + 10 s \| \| \| 8.º \| Alexander Krieger \| Leopard Pro Cycling \| + 10 s \| \| \| 9.º \| André Greipel \| Lotto-Soudal \| + 10 s \| \| \| 10.º \| Aaron Grosser \| Team Sauerland NRW p/b SKS Germany \| + 10 s \| \| |                             |                                    |                 |
| |                             |                                    |                 |
| Fuente: ProCyclingStats |                             |                                    |                 |
| Clasificación general |                             |                                    |                 |
| Ciclista | Ciclista                    | Equipo                             | Tiempo          |
| 1.º | Álvaro Hodeg                | Quick-Step Floors                  | 3 h 34 min 58 s |
| 2.º | Pascal Ackermann            | Bora-Hansgrohe                     | + 4 s           |
| 3.º | Niccolò Bonifazio           | Bahrain-Merida                     | + 6 s           |
| 4.º | Jens Reynders               | Leopard Pro Cycling                | + 7 s           |
| 5.º | Jorge Arcas                 | Movistar Team                      | + 8 s           |
| 6.º | Kévin Van Melsen            | Wanty-Groupe Gobert                | + 9 s           |
| 7.º | Reinardt Janse van Rensburg | Dimension Data                     | + 10 s          |
| 8.º | Alexander Krieger           | Leopard Pro Cycling                | + 10 s          |
| 9.º | André Greipel               | Lotto-Soudal                       | + 10 s          |
| 10.º | Aaron Grosser               | Team Sauerland NRW p/b SKS Germany | + 10 s          |

### 2.ª etapa
| Bonn - Tréveris | etapa de media montaña | (196 km) |

| \| Clasificación de la etapa \| Clasificación de la etapa \| Clasificación de la etapa \| Clasificación de la etapa \| Clasificación de la etapa \| \| Ciclista \| Ciclista \| Equipo \| Tiempo \| \| \| ------------------------- \| --------------------------- \| ------------------------- \| ------------------------- \| ------------------------- \| \| 1.º \| Maximilian Schachmann \| Quick-Step Floors \| 4 h 50 min 36 s \| \| \| 2.º \| Matej Mohorič \| Bahrain-Merida \| + 0 s \| \| \| 3.º \| Tom Dumoulin \| Team Sunweb \| + 0 s \| \| \| 4.º \| Nils Politt \| Katusha-Alpecin \| + 0 s \| \| \| 5.º \| Reinardt Janse van Rensburg \| Dimension Data \| + 8 s \| \| \| 6.º \| Pieter Vanspeybrouck \| Wanty-Groupe Gobert \| + 8 s \| \| \| 7.º \| Frederik Backaert \| Wanty-Groupe Gobert \| + 10 s \| \| \| 8.º \| Damiano Caruso \| BMC Racing Team \| + 12 s \| \| \| 9.º \| Odd Christian Eiking \| Wanty-Groupe Gobert \| + 12 s \| \| \| 10.º \| Patrick Konrad \| Bora-Hansgrohe \| + 12 s \| \| |                             |                     |                 |
| |                             |                     |                 |
| Fuente: ProCyclingStats |                             |                     |                 |
| Clasificación de la etapa |                             |                     |                 |
| Ciclista | Ciclista                    | Equipo              | Tiempo          |
| 1.º | Maximilian Schachmann       | Quick-Step Floors   | 4 h 50 min 36 s |
| 2.º | Matej Mohorič               | Bahrain-Merida      | + 0 s           |
| 3.º | Tom Dumoulin                | Team Sunweb         | + 0 s           |
| 4.º | Nils Politt                 | Katusha-Alpecin     | + 0 s           |
| 5.º | Reinardt Janse van Rensburg | Dimension Data      | + 8 s           |
| 6.º | Pieter Vanspeybrouck        | Wanty-Groupe Gobert | + 8 s           |
| 7.º | Frederik Backaert           | Wanty-Groupe Gobert | + 10 s          |
| 8.º | Damiano Caruso              | BMC Racing Team     | + 12 s          |
| 9.º | Odd Christian Eiking        | Wanty-Groupe Gobert | + 12 s          |
| 10.º | Patrick Konrad              | Bora-Hansgrohe      | + 12 s          |

| \| Clasificación general \| Clasificación general \| Clasificación general \| Clasificación general \| Clasificación general \| \| Ciclista \| Ciclista \| Equipo \| Tiempo \| \| \| --------------------- \| --------------------------- \| --------------------------- \| --------------------- \| --------------------- \| \| 1.º \| Maximilian Schachmann \| Quick-Step Floors \| 8 h 25 min 34 s \| \| \| 2.º \| Matej Mohorič \| Bahrain-Merida \| + 4 s \| \| \| 3.º \| Tom Dumoulin \| Team Sunweb \| + 4 s \| \| \| 4.º \| Nils Politt \| Katusha-Alpecin \| + 10 s \| \| \| 5.º \| Reinardt Janse van Rensburg \| Dimension Data \| + 18 s \| \| \| 6.º \| Pieter Vanspeybrouck \| Wanty-Groupe Gobert \| + 18 s \| \| \| 7.º \| Damiano Caruso \| BMC Racing Team \| + 19 s \| \| \| 8.º \| Frederik Backaert \| Wanty-Groupe Gobert \| + 20 s \| \| \| 9.º \| Romain Bardet \| AG2R La Mondiale \| + 21 s \| \| \| 10.º \| Nick van der Lijke \| Roompot-Nederlandse Loterij \| + 22 s \| \| |                             |                             |                 |
| |                             |                             |                 |
| Fuente: ProCyclingStats |                             |                             |                 |
| Clasificación general |                             |                             |                 |
| Ciclista | Ciclista                    | Equipo                      | Tiempo          |
| 1.º | Maximilian Schachmann       | Quick-Step Floors           | 8 h 25 min 34 s |
| 2.º | Matej Mohorič               | Bahrain-Merida              | + 4 s           |
| 3.º | Tom Dumoulin                | Team Sunweb                 | + 4 s           |
| 4.º | Nils Politt                 | Katusha-Alpecin             | + 10 s          |
| 5.º | Reinardt Janse van Rensburg | Dimension Data              | + 18 s          |
| 6.º | Pieter Vanspeybrouck        | Wanty-Groupe Gobert         | + 18 s          |
| 7.º | Damiano Caruso              | BMC Racing Team             | + 19 s          |
| 8.º | Frederik Backaert           | Wanty-Groupe Gobert         | + 20 s          |
| 9.º | Romain Bardet               | AG2R La Mondiale            | + 21 s          |
| 10.º | Nick van der Lijke          | Roompot-Nederlandse Loterij | + 22 s          |

### 3.ª etapa
| Tréveris - Merzig | etapa de media montaña | (177 km) |

| \| Clasificación de la etapa \| Clasificación de la etapa \| Clasificación de la etapa \| Clasificación de la etapa \| Clasificación de la etapa \| \| Ciclista \| Ciclista \| Equipo \| Tiempo \| \| \| ------------------------- \| --------------------------- \| --------------------------- \| ------------------------- \| ------------------------- \| \| 1.º \| Matej Mohorič \| Bahrain-Merida \| 4 h 12 min 28 s \| \| \| 2.º \| Nils Politt \| Katusha-Alpecin \| + 0 s \| \| \| 3.º \| Pieter Vanspeybrouck \| Wanty-Groupe Gobert \| + 0 s \| \| \| 4.º \| Jasha Sütterlin \| Movistar Team \| + 0 s \| \| \| 5.º \| Nick van der Lijke \| Roompot-Nederlandse Loterij \| + 0 s \| \| \| 6.º \| Vasil Kiryienka \| Team Sky \| + 0 s \| \| \| 7.º \| Maximilian Schachmann \| Quick-Step Floors \| + 0 s \| \| \| 8.º \| Guillaume Martin \| Wanty-Groupe Gobert \| + 0 s \| \| \| 9.º \| Reinardt Janse van Rensburg \| Dimension Data \| + 0 s \| \| \| 10.º \| Jürgen Roelandts \| BMC Racing Team \| + 0 s \| \| |                             |                             |                 |
| |                             |                             |                 |
| Fuente: ProCyclingStats |                             |                             |                 |
| Clasificación de la etapa |                             |                             |                 |
| Ciclista | Ciclista                    | Equipo                      | Tiempo          |
| 1.º | Matej Mohorič               | Bahrain-Merida              | 4 h 12 min 28 s |
| 2.º | Nils Politt                 | Katusha-Alpecin             | + 0 s           |
| 3.º | Pieter Vanspeybrouck        | Wanty-Groupe Gobert         | + 0 s           |
| 4.º | Jasha Sütterlin             | Movistar Team               | + 0 s           |
| 5.º | Nick van der Lijke          | Roompot-Nederlandse Loterij | + 0 s           |
| 6.º | Vasil Kiryienka             | Team Sky                    | + 0 s           |
| 7.º | Maximilian Schachmann       | Quick-Step Floors           | + 0 s           |
| 8.º | Guillaume Martin            | Wanty-Groupe Gobert         | + 0 s           |
| 9.º | Reinardt Janse van Rensburg | Dimension Data              | + 0 s           |
| 10.º | Jürgen Roelandts            | BMC Racing Team             | + 0 s           |

| \| Clasificación general \| Clasificación general \| Clasificación general \| Clasificación general \| Clasificación general \| \| Ciclista \| Ciclista \| Equipo \| Tiempo \| \| \| --------------------- \| --------------------------- \| --------------------------- \| --------------------- \| --------------------- \| \| 1.º \| Matej Mohorič \| Bahrain-Merida \| 12 h 37 min 56 s \| \| \| 2.º \| Maximilian Schachmann \| Quick-Step Floors \| + 6 s \| \| \| 3.º \| Nils Politt \| Katusha-Alpecin \| + 10 s \| \| \| 4.º \| Tom Dumoulin \| Team Sunweb \| + 10 s \| \| \| 5.º \| Pieter Vanspeybrouck \| Wanty-Groupe Gobert \| + 20 s \| \| \| 6.º \| Reinardt Janse van Rensburg \| Dimension Data \| + 24 s \| \| \| 7.º \| Damiano Caruso \| BMC Racing Team \| + 25 s \| \| \| 8.º \| Warren Barguil \| Fortuneo-Samsic \| + 25 s \| \| \| 9.º \| Frederik Backaert \| Wanty-Groupe Gobert \| + 26 s \| \| \| 10.º \| Pieter Weening \| Roompot-Nederlandse Loterij \| + 26 s \| \| |                             |                             |                  |
| |                             |                             |                  |
| Fuente: ProCyclingStats |                             |                             |                  |
| Clasificación general |                             |                             |                  |
| Ciclista | Ciclista                    | Equipo                      | Tiempo           |
| 1.º | Matej Mohorič               | Bahrain-Merida              | 12 h 37 min 56 s |
| 2.º | Maximilian Schachmann       | Quick-Step Floors           | + 6 s            |
| 3.º | Nils Politt                 | Katusha-Alpecin             | + 10 s           |
| 4.º | Tom Dumoulin                | Team Sunweb                 | + 10 s           |
| 5.º | Pieter Vanspeybrouck        | Wanty-Groupe Gobert         | + 20 s           |
| 6.º | Reinardt Janse van Rensburg | Dimension Data              | + 24 s           |
| 7.º | Damiano Caruso              | BMC Racing Team             | + 25 s           |
| 8.º | Warren Barguil              | Fortuneo-Samsic             | + 25 s           |
| 9.º | Frederik Backaert           | Wanty-Groupe Gobert         | + 26 s           |
| 10.º | Pieter Weening              | Roompot-Nederlandse Loterij | + 26 s           |

### 4.ª etapa
| Lorsch - Stuttgart | etapa de media montaña | (207 km) |

| \| Clasificación de la etapa \| Clasificación de la etapa \| Clasificación de la etapa \| Clasificación de la etapa \| Clasificación de la etapa \| \| Ciclista \| Ciclista \| Equipo \| Tiempo \| \| \| ------------------------- \| --------------------------- \| --------------------------- \| ------------------------- \| ------------------------- \| \| 1.º \| Nils Politt \| Katusha-Alpecin \| 4 h 49 min 20 s \| \| \| 2.º \| Matej Mohorič \| Bahrain-Merida \| + 0 s \| \| \| 3.º \| Damiano Caruso \| BMC Racing Team \| + 0 s \| \| \| 4.º \| Nick van der Lijke \| Roompot-Nederlandse Loterij \| + 0 s \| \| \| 5.º \| Reinardt Janse van Rensburg \| Dimension Data \| + 0 s \| \| \| 6.º \| Romain Bardet \| AG2R La Mondiale \| + 0 s \| \| \| 7.º \| Alexis Vuillermoz \| AG2R La Mondiale \| + 0 s \| \| \| 8.º \| Warren Barguil \| Fortuneo-Samsic \| + 0 s \| \| \| 9.º \| Patrick Konrad \| Bora-Hansgrohe \| + 0 s \| \| \| 10.º \| Maximilian Schachmann \| Quick-Step Floors \| + 0 s \| \| |                             |                             |                 |
| |                             |                             |                 |
| Fuente: ProCyclingStats |                             |                             |                 |
| Clasificación de la etapa |                             |                             |                 |
| Ciclista | Ciclista                    | Equipo                      | Tiempo          |
| 1.º | Nils Politt                 | Katusha-Alpecin             | 4 h 49 min 20 s |
| 2.º | Matej Mohorič               | Bahrain-Merida              | + 0 s           |
| 3.º | Damiano Caruso              | BMC Racing Team             | + 0 s           |
| 4.º | Nick van der Lijke          | Roompot-Nederlandse Loterij | + 0 s           |
| 5.º | Reinardt Janse van Rensburg | Dimension Data              | + 0 s           |
| 6.º | Romain Bardet               | AG2R La Mondiale            | + 0 s           |
| 7.º | Alexis Vuillermoz           | AG2R La Mondiale            | + 0 s           |
| 8.º | Warren Barguil              | Fortuneo-Samsic             | + 0 s           |
| 9.º | Patrick Konrad              | Bora-Hansgrohe              | + 0 s           |
| 10.º | Maximilian Schachmann       | Quick-Step Floors           | + 0 s           |

## Clasificaciones finales
Las clasificaciones finalizaron de la siguiente forma:

### Clasificación general
| \| Clasificación general \| Clasificación general \| Clasificación general \| Clasificación general \| Clasificación general \| \| Ciclista \| Ciclista \| Equipo \| Tiempo \| \| \| --------------------- \| --------------------------- \| --------------------------- \| --------------------- \| --------------------- \| \| 1.º \| Matej Mohorič \| Bahrain-Merida \| 17 h 27 min 10 s \| \| \| 2.º \| Nils Politt \| Katusha-Alpecin \| + 6 s \| \| \| 3.º \| Maximilian Schachmann \| Quick-Step Floors \| + 12 s \| \| \| 4.º \| Tom Dumoulin \| Team Sunweb \| + 16 s \| \| \| 5.º \| Damiano Caruso \| BMC Racing Team \| + 26 s \| \| \| 6.º \| Warren Barguil \| Fortuneo-Samsic \| + 28 s \| \| \| 7.º \| Reinardt Janse van Rensburg \| Dimension Data \| + 30 s \| \| \| 8.º \| Romain Bardet \| AG2R La Mondiale \| + 31 s \| \| \| 9.º \| Guillaume Martin \| Wanty-Groupe Gobert \| + 33 s \| \| \| 10.º \| Nick van der Lijke \| Roompot-Nederlandse Loterij \| + 34 s \| \| |                             |                             |                  |
| |                             |                             |                  |
| Fuente: ProCyclingStats |                             |                             |                  |
| Clasificación general |                             |                             |                  |
| Ciclista | Ciclista                    | Equipo                      | Tiempo           |
| 1.º | Matej Mohorič               | Bahrain-Merida              | 17 h 27 min 10 s |
| 2.º | Nils Politt                 | Katusha-Alpecin             | + 6 s            |
| 3.º | Maximilian Schachmann       | Quick-Step Floors           | + 12 s           |
| 4.º | Tom Dumoulin                | Team Sunweb                 | + 16 s           |
| 5.º | Damiano Caruso              | BMC Racing Team             | + 26 s           |
| 6.º | Warren Barguil              | Fortuneo-Samsic             | + 28 s           |
| 7.º | Reinardt Janse van Rensburg | Dimension Data              | + 30 s           |
| 8.º | Romain Bardet               | AG2R La Mondiale            | + 31 s           |
| 9.º | Guillaume Martin            | Wanty-Groupe Gobert         | + 33 s           |
| 10.º | Nick van der Lijke          | Roompot-Nederlandse Loterij | + 34 s           |

### Clasificación por puntos
| Clasificación por puntos | Clasificación por puntos    | Clasificación por puntos    | Clasificación por puntos | Clasificación por puntos |
| Ciclista                 | Ciclista                    | Equipo                      | Puntos                   |                          |
| ------------------------ | --------------------------- | --------------------------- | ------------------------ | ------------------------ |
| 1.º                      | Matej Mohorič               | Bahrain-Merida              | 41 pts                   |                          |
| 2.º                      | Nils Politt                 | Katusha-Alpecin             | 34 pts                   |                          |
| 3.º                      | Reinardt Janse van Rensburg | Dimension Data              | 21 pts                   |                          |
| 4.º                      | Maximilian Schachmann       | Quick-Step Floors           | 20 pts                   |                          |
| 5.º                      | Álvaro Hodeg                | Quick-Step Floors           | 15 pts                   |                          |
| 6.º                      | Pieter Vanspeybrouck        | Wanty-Groupe Gobert         | 14 pts                   |                          |
| 7.º                      | Nick van der Lijke          | Roompot-Nederlandse Loterij | 13 pts                   |                          |
| 8.º                      | Rick Zabel                  | Katusha-Alpecin             | 12 pts                   |                          |
| 9.º                      | Damiano Caruso              | BMC Racing Team             | 12 pts                   |                          |
| 10.º                     | Pascal Ackermann            | Bora-Hansgrohe              | 12 pts                   |                          |

### Clasificación de la montaña
| Clasificación de la montaña | Clasificación de la montaña | Clasificación de la montaña | Clasificación de la montaña | Clasificación de la montaña |
| Ciclista                    | Ciclista                    | Equipo                      | Puntos                      |                             |
| --------------------------- | --------------------------- | --------------------------- | --------------------------- | --------------------------- |
| 1.º                         | Robin Carpenter             | Rally Cycling               | 15 pts                      |                             |
| 2.º                         | Gaëtan Pons                 | Leopard Pro Cycling         | 6 pts                       |                             |
| 3.º                         | Rémi Cavagna                | Quick-Step Floors           | 5 pts                       |                             |
| 4.º                         | Vasil Kiryienka             | Team Sky                    | 5 pts                       |                             |
| 5.º                         | Adam Hansen                 | Lotto-Soudal                | 5 pts                       |                             |
| 6.º                         | Juri Hollmann               | Heizomat rad-net.de         | 4 pts                       |                             |
| 7.º                         | Matej Mohorič               | Bahrain-Merida              | 3 pts                       |                             |
| 8.º                         | Tom Dumoulin                | Team Sunweb                 | 3 pts                       |                             |
| 9.º                         | Nathan Earle                | Israel Cycling Academy      | 3 pts                       |                             |
| 10.º                        | Kévin Van Melsen            | Wanty-Groupe Gobert         | 3 pts                       |                             |

### Clasificación de los jóvenes
| Clasificación del mejor joven | Clasificación del mejor joven | Clasificación del mejor joven | Clasificación del mejor joven | Clasificación del mejor joven |
| Ciclista                      | Ciclista                      | Equipo                        | Tiempo                        |                               |
| ----------------------------- | ----------------------------- | ----------------------------- | ----------------------------- | ----------------------------- |
| 1.º                           | Matej Mohorič                 | Bahrain-Merida                | 17 h 27 min 10 s              |                               |
| 2.º                           | Nils Politt                   | Katusha-Alpecin               | + 6 s                         |                               |
| 3.º                           | Maximilian Schachmann         | Quick-Step Floors             | + 12 s                        |                               |
| 4.º                           | Guillaume Martin              | Wanty-Groupe Gobert           | + 33 s                        |                               |
| 5.º                           | Sebastián Henao               | Team Sky                      | + 34 s                        |                               |
| 6.º                           | Szymon Rekita                 | Leopard Pro Cycling           | + 1 min 21 s                  |                               |
| 7.º                           | Kilian Frankiny               | BMC Racing Team               | + 1 min 21 s                  |                               |
| 8.º                           | Lennard Kämna                 | Team Sunweb                   | + 1 min 21 s                  |                               |
| 9.º                           | Odd Christian Eiking          | Wanty-Groupe Gobert           | + 3 min 04 s                  |                               |
| 10.º                          | Jérémy Maison                 | Fortuneo-Samsic               | + 3 min 13 s                  |                               |

### Clasificación por equipos
| Clasificación por equipos | Clasificación por equipos   | Clasificación por equipos | Clasificación por equipos |
| Equipo                    | Equipo                      | Tiempo                    |                           |
| ------------------------- | --------------------------- | ------------------------- | ------------------------- |
| 1.º                       | AG2R La Mondiale            | 52 h 23 min 12 s          |                           |
| 2.º                       | Wanty-Groupe Gobert         | + 1 min 16 s              |                           |
| 3.º                       | Movistar Team               | + 1 min 34 s              |                           |
| 4.º                       | BMC Racing Team             | + 2 min 02 s              |                           |
| 5.º                       | Israel Cycling Academy      | + 3 min 40 s              |                           |
| 6.º                       | Sky                         | + 6 min 59 s              |                           |
| 7.º                       | Roompot-Nederlandse Loterij | + 10 min 23 s             |                           |
| 8.º                       | Katusha-Alpecin             | + 12 min 17 s             |                           |
| 9.º                       | Bora-Hansgrohe              | + 15 min 06 s             |                           |
| 10.º                      | Dimension Data              | + 16 min 57 s             |                           |

## Evolución de las clasificaciones
| Etapa                   | Vencedor                | Clasificación general | Clasificación por puntos | Clasificación de la montaña | Clasificación de los jóvenes | Clasificación por equipos |
| ----------------------- | ----------------------- | --------------------- | ------------------------ | --------------------------- | ---------------------------- | ------------------------- |
| 1.ª                     | Álvaro Hodeg            | Álvaro Hodeg          | Álvaro Hodeg             | Kévin Van Melsen            | Álvaro Hodeg                 | Katusha-Alpecin           |
| 2.ª                     | Maximilian Schachmann   | Maximilian Schachmann | Maximilian Schachmann    | Gaëtan Pons                 | Maximilian Schachmann        | Wanty-Groupe Gobert       |
| 3.ª                     | Matej Mohorič           | Matej Mohorič         | Matej Mohorič            | Robin Carpenter             | Matej Mohorič                | Wanty-Groupe Gobert       |
| 4.ª                     | Nils Politt             | Matej Mohorič         | Matej Mohorič            | Robin Carpenter             | Matej Mohorič                | AG2R La Mondiale          |
| Clasificaciones finales | Clasificaciones finales | Matej Mohorič         | Matej Mohorič            | Robin Carpenter             | Matej Mohorič                | AG2R La Mondiale          |

## UCI World Ranking
La Vuelta a Alemania otorga puntos para el UCI Europe Tour 2018 y el UCI World Ranking, este último para corredores de los equipos en las categorías UCI WorldTeam, Profesional Continental y Equipos Continentales. Las siguientes tablas muestran el baremo de puntuación y los 10 corredores que obtuvieron más puntos:
| Posición              | 1.º | 2.º | 3.º | 4.º | 5.º | 6.º | 7.º | 8.º | 9.º | 10.º | 11.º | 12.º | 13.º-15.º | 16.º-25.º |
| Clasificación general | 125 | 85  | 70  | 60  | 50  | 40  | 35  | 30  | 25  | 20   | 15   | 10   | 5         | 3         |
| Por etapa             | 14  | 5   | 3   |     |     |     |     |     |     |      |      |      |           |           |
| Líder                 | 3   |     |     |     |     |     |     |     |     |      |      |      |           |           |

| Clasificación | Clasificación               | Clasificación               | Clasificación | Clasificación | Clasificación | Clasificación |
| Posición      | Ciclista                    | Equipo                      | General       | Etapa         | Líder         | Total         |
| ------------- | --------------------------- | --------------------------- | ------------- | ------------- | ------------- | ------------- |
| 1.º           | Matej Mohorič               | Bahrain Merida              | 125           | 24            | 3             | 152           |
| 2.º           | Nils Politt                 | Katusha-Alpecin             | 85            | 19            | -             | 104           |
| 3.º           | Maximilian Schachmann       | Quick-Step Floors           | 70            | 14            | 3             | 87            |
| 4.º           | Tom Dumoulin                | Sunweb                      | 60            | 3             | -             | 63            |
| 5.º           | Damiano Caruso              | BMC Racing                  | 50            | 3             | -             | 53            |
| 6.º           | Warren Barguil              | Fortuneo-Samsic             | 40            | -             | -             | 40            |
| 7.º           | Reinardt Janse van Rensburg | Dimension Data              | 35            | -             | -             | 35            |
| 8.º           | Romain Bardet               | Ag2r La Mondiale            | 30            | -             | -             | 30            |
| 9.º           | Guillaume Martin            | Wanty-Groupe Gobert         | 25            | -             | -             | 25            |
| 10.º          | Nick van der Lijke          | Roompot-Nederlandse Loterij | 20            | -             | -             | 20            |